# تلفزيون جوجل
تلفزيون جوجل (بالإنجليزية: Google TV) سابقاً تلفزيون وأفلام جوجل بلاي (بالإنجليزية: Google Play Movies & TV)، هي خدمة فيديو حسب الطلب أونلاين طورتها جوجل. توفر هذه الخدمة أفلام وعروض تلفزيونية عن طريق الشراء أو الإستئجار .
يمكن للمحتوى أن يظهر في موقع جوجل بلاي، أو من خلال إضافة لمتصفح جوجل كروم، أو من خلال تطبيق تلفزيون جوجل، وهو متوفر في أجهزة أندرويد وآي أو إس.

## خصائص
توفر هذه الخدمة أفلام وعروض تلفزية عن طريق الشراء أو التأجير.
توفر جوجل آخر الأفلام والعروض التلفزية بجودة عالية، بأبعاد 1,200×720 بيكسل (720ب) أو 1,920×1,080 بيكسل (1080ب).
في ديسمبر 2016، أضافت جوجل تقنية 4K UHD.
كما يمكن للمستخدمين حجز الأعمال المستقبلية والاستفادة من مشاهدتها مباشرة بعد إصدارها الرسمي.

## منصات
في الحواسيب، يمكن لمحتوى تلفزيون وأفلام جوجل بلاي في موقع جوجل بلاي، أو عن طريق إضافات للمتصفح جوجل كروم.
في الهواتف الذكية والحواسيب اللوحية، يمكن لمحتوى تلفزيون وأفلام جوجل بلاي في تطبيقه المتوفر على أندرويد وآي أو إس.
التحميل في وضع غير المتصل موجود في كروم بوكس عن طريق إضافة كروم، وفي أندرويد وآي أو إس من خلال التطبيق. كما لا يمكن لأنظمة الحاسوب، مايكروسوفت ويندوز وآبل ماك أو إس تحميل المحتوى. أما في التلفزيونات، فيمكن للمستخدمين الاتصال من الحاسوب إلى التلفاز عن طريق كابل إتش دي مي آي، واستعمال التطبيق في التلفاز الذكي كسامسونج وإل جي.

## مناطق الخدمة

الدول التي يسمح استخدام أفلام وتلفزيون جوجل بلاي فيها

الأفلام في جوجل بلاي مسموح في أكثر من 110 دولة وهي:
- ألبانيا
- أنغولا
- أنتيغوا وباربودا
- الأرجنتين
- أرمينيا
- أروبا
- أستراليا
- النمسا
- أذربيجان
- البحرين
- بيلاروس
- بلجيكا
- بليز
- بنين
- بوليفيا
- البوسنة والهرسك
- بوتسوانا
- البرازيل
- بوركينا فاسو
- كمبوديا
- كندا
- الرأس الأخضر
- تشيلي
- كولومبيا
- كوستاريكا
- كرواتيا
- قبرص
- جمهورية التشيك
- الدنمارك
- جمهورية الدومينيكان
- الإكوادور
- مصر
- السلفادور
- إستونيا
- فنلندا
- فيجي
- فرنسا
- الغابون
- ألمانيا
- اليونان
- غواتيمالا
- هايتي
- هندوراس
- هونغ كونغ
- المجر
- آيسلندا
- الهند
- إندونيسيا
- أيرلندا
- إيطاليا
- ساحل العاج
- جامايكا
- اليابان
- الأردن
- كازاخستان
- قرغيزستان
- الكويت
- لاوس
- لاتفيا
- لبنان
- ليتوانيا
- لوكسمبورغ
- مقدونيا
- ماليزيا
- مالي
- مالطا
- موريشيوس
- المكسيك
- مولدوفا
- ناميبيا
- هولندا
- نيبال
- نيوزيلندا
- نيكاراغوا
- النيجر
- النرويج
- عُمان
- بنما
- بابوا غينيا الجديدة
- باراغواي
- بيرو
- الفلبين
- بولندا
- البرتغال
- قطر
- رواندا
- روسيا
- السعودية
- السنغال
- سنغافورة
- سلوفاكيا
- سلوفينيا
- جنوب إفريقيا
- كوريا الجنوبية
- إسبانيا
- سريلانكا
- السويد
- سويسرا
- تايوان
- طاجيكستان
- تنزانيا
- تايلاند
- توغو
- ترينيداد وتوباغو
- تركيا
- تركمانستان
- أوغندا
- أوكرانيا
- الإمارات العربية المتحدة
- المملكة المتحدة
- الولايات المتحدة
- الأوروغواي
- أوزبكستان
- فنزويلا
- فيتنام
- زامبيا
- زيمبابوي

والعروض التلفزية متوفرة فقط في:
- أستراليا
- النمسا
- كندا
- فرنسا
- ألمانيا
- اليابان
- سويسرا
- المملكة المتحدة
- الولايات المتحدة

### تاريخ الخدمة
دخلت الخدمة بالنسبة للبرامج التلفزيونية في المملكة المتحدة في يوليو 2013، للأفلام في إيطاليا في نوفمبر 2013، ثم في 13 دولة أخرى لاحقا في ديسمبر 2013. 38 دولة أخرى في مارس 2014، فبلجيكا، الفليبين، سويسرا وأوغندا في مايو 2014.